# Ärans väg (1957)

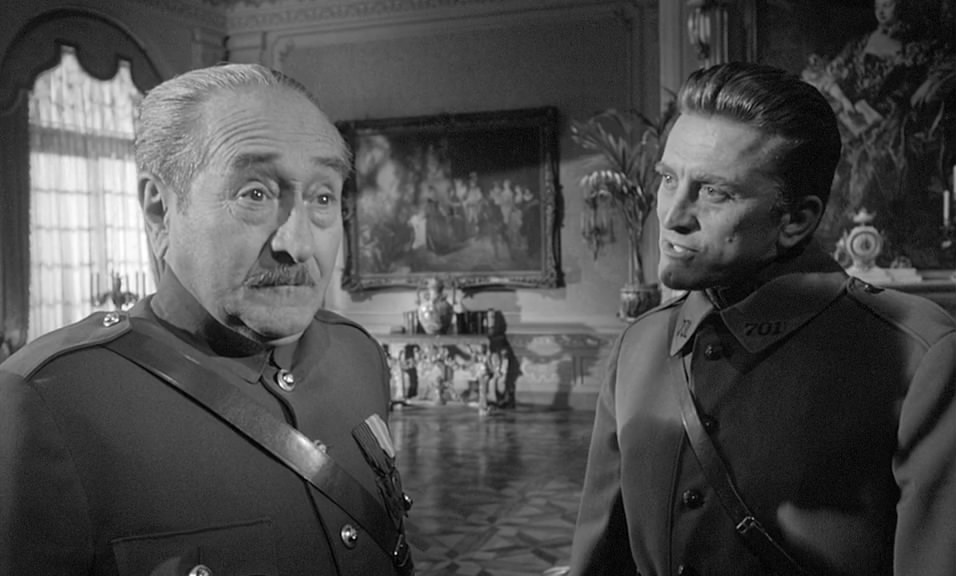
Adolphe Menjou som general George Broulard och Kirk Douglas som överste Dax.

Ärans väg (originaltitel: Paths of Glory) är en amerikansk film från 1957 i regi av Stanley Kubrick.

## Handling
Vid västfronten under första världskriget 1916 beslutar de franska generalerna att en kulle som tyskarna håller kraftigt befäst skall erövras till varje pris. Alla vet att det är hopplöst och anfallet misslyckas. Tre soldater väljs ut på måfå och anklagas för feghet.

## Rollista (urval)
- Kirk Douglas – Överste Dax
- Ralph Meeker – Korpral Philippe Paris
- Adolphe Menjou – General George Broulard
- George Macready – General Mireau
- John Stein – Kapten Rousseau
- Timothy Carey – Ferol
- Joseph Turkel – Arnoud
- Richard Anderson – Major Saint-Auban
- Wayne Morris – Löjtnant Roget
- Susanne Christian (Kubrick) – Tysk sångerska

## Om filmen
Kubricks Ärans väg är en antimilitaristisk film. Den är baserad på en roman skriven av Humphrey Cobb. På svenska har även titeln Helvetesbataljonen använts. Den engelska titeln kommer från en diktrad av den engelske poeten Thomas Gray: "The paths of glory lead but to the grave".
Stanley Kubricks fru från 1958 fram tills hans död 1999, Christiane Kubrick, har en roll i filmen som tysk sångerska, krediterad som "Susanne Christian".